# Román Deheza
Román Antonio Deheza (Córdoba, Virreinato del Río de la Plata, 27 de febrero de 1791 - Valparaíso, Chile, 30 de agosto de 1872) fue un militar argentino que participó en las guerras de independencia de Argentina, Chile y Perú. También combatió en la Guerra del Brasil y en las guerras civiles argentinas de los años 1829 a 1831.

## Biografía

### Sus inicios
Román Deheza nació en la ciudad de Córdoba y fue hijo de Enrique Deheza y de María de la Trinidad Millán y de la Hoz. Cursó sus estudios en el Real Colegio de Monserrat, dedicándose luego al comercio. Se enroló en el Ejército del Norte en 1810, como voluntario, y combatió bajo las órdenes del general Antonio González Balcarce en las batallas de Cotagaita, Suipacha y Huaqui.
En 1813 fue enviado a Chile, como oficial de la división cordobesa del Batallón de Auxiliares Argentinos, bajo las órdenes de Las Heras. Dicha tropa estaba destinada a reforzar el ejército chileno, que se defendía de los contingentes realistas enviados por el virrey Abascal. Combatió en las batallas de Cucha Cucha y Membrillar. Participó en la batalla de Paso del Maule y sostuvo el ataque del adversario en el lugar denominado Tres Montes. Pasó a las fuerzas del general O'Higgins, a cuyas órdenes luchó en la derrota de Rancagua con el grado de capitán.

### Campañas con San Martín
Regresó a Mendoza, donde se incorporó al Ejército de los Andes que estaba organizando el gobernador, general José de San Martín. En 1817 cruzó la Cordillera de los Andes y combatió en las batallas de Guardia Vieja, Chacabuco, Curapaligüe, Cerro Gavilán, en el sitio de Talcahuano, Cancha Rayada y en la gran victoria de Maipú. Permaneció después en la guarnición de Valparaíso, con el grado de teniente coronel.
En 1820 formó parte de la Campaña de Arenales al Perú, como jefe del batallón 11 de infantería - fundado por Las Heras - y peleó en la batalla de Cerro de Pasco, en que tuvo una actuación relevante y por esta victoria fue ascendido al grado de coronel. Participó en la llamada Campaña a puertos intermedios, interviniendo en el grupo de asalto en el sitio del Callao y luchando en las derrotas de Torata y Moquegua. Retirado San Martín, luchó a órdenes de Simón Bolívar en Junín, y a órdenes de Sucre en la definitiva victoria de Ayacucho.
Al año siguiente fue designado jefe del estado mayor del ejército libertador por el general Bolívar, con el que marchó hasta Arequipa y al Cuzco, donde permaneció en el cargo interino de prefecto del departamento de Guanuco hasta enero de 1826.

### La Guerra del Brasil y la guerra civil
Volvió a Buenos Aires y se unió a la guerra del Brasil, luchando en las victorias de Bacacay, Yerbal e Ituzaingó. En esta última batalla fue el jefe del estado mayor, ya que el general Mansilla, que ocupaba ese cargo, dirigió tropas en la batalla.
Regresó a órdenes del general Juan Lavalle a Buenos Aires y participó en la revolución de diciembre de 1828.
Cuando el general José María Paz invadió Córdoba, se unió a este como su jefe de Estado Mayor. Fue el primer jefe que ocupó su ciudad natal, y luego luchó en las batallas de San Roque y La Tablada. Después de esa victoria, fusiló a 30 oficiales del general vencido, Facundo Quiroga.
También luchó en la batalla de Oncativo. Después de esa victoria, Paz quedó en libertad de imponer el unitarismo a todo el interior. Primero se impuso en Cuyo, La Rioja y Catamarca, aliándose con las de Tucumán y Salta.

### Gobernador de Santiago del Estero
Por considerarlo inofensivo, Paz había dejado de lado a Juan Felipe Ibarra, caudillo de Santiago del Estero en paz. Pero en mayo de 1830, esa provincia fue invadida por el tucumano Javier López. Tras una serie de escaramuzas, López e Ibarra llegaron a una transacción, por la cual fue elegido gobernador Manuel Alcorta.
Disconforme con el resultado, en septiembre de 1830, el general Paz envió al coronel Deheza con 160 soldados a tomar el mando militar y civil de la provincia, para evitar que Ibarra la recuperase con el apoyo de Estanislao López. En octubre de ese año, Deheza se hizo nombrar gobernador y enseguida comenzó a tener problemas con los caudillos federales, que lo iban aislando y cercando en la capital de la provincia.
Deheza designó como su ministro general de gobierno a Amancio Alcorta. Trató de reparar el desorden que había dejado Ibarra, dictando medidas que dieron base a la organización de la vida pública. Muchas de ellas fueron mantenidas por Ibarra al regresar al gobierno. Proyectó una desviación del río Dulce, creó el departamento de policía de la capital, designando para tal función a Baltasar Olaechea. Estableció en la frontera oriental de la provincia una línea defensiva contra los indígenas, desde Matará hasta el Fuerte de Abipones; designó como comandante de ese fuerte a Domingo Rodríguez.
A pesar de esas medidas, su gobierno en Santiago del Estero fue una sucesión de desastres. Los santiagueños sufrieron actos de vandalismo por parte de las fuerzas unitarias invasoras. La violencia y excesos de los soldados, aumentó día a día un profundo malestar en la población. Deheza tomaba como legítimos el saqueo de los bienes y la persecución de personas de marcado origen federal. En nombre de la provincia que gobernaba, firmó los tratados que establecían la Liga del Interior.
Mientras tanto, una división al mando del hermano del caudillo santiagueño, coronel Francisco Antonio Ibarra, y del salteño Pablo Latorre lo atacaron por todos lados. Vencían o eran vencidos en pequeñas batallas, pero siempre volvían. La situación se hacía cada vez más insostenible para los unitarios. A fines de noviembre era inminente la incursión de fuerzas ibarristas y salteñas. Deheza tuvo que abandonar la ciudad de forma precipitada y su gobierno, sin apoyo popular, se derrumbaba. El 24 de noviembre de 1830, Francisco Ibarra y Latorre ingresaron a Santiago del Estero. El general Paz al saber del ataque federal, mandó nuevas tropas sobre Santiago del Estero. El asedio unitario a todo el territorio santiagueño fue desde diferentes frentes. No eran refuerzos solo de Córdoba, sino de Tucumán al mando de Javier López y de Catamarca al mando del coronel Mariano Acha. La ofensiva combinada, hizo retirar a Francisco Ibarra y a Latorre. El 27 de noviembre, Deheza dejó de gobernador delegado al coronel Francisco Gama y salió a perseguirlos, pero debió regresar con las manos vacías. No obstante, Paz lo ascendió a general y el 13 de enero  de 1831 recuperó el control de Santiago del Estero.
Sin embargo, era inminente una invasión a la provincia de Córdoba por parte de Quiroga y Estanislao López. Paz le solicitó a Deheza que regresara con sus tropas a Córdoba para unirse a su ejército. Luego de muchas escaramuzas y ataques de montoneras federales, Deheza se retiró de Santiago del Estero con sus fuerzas militares y los federales retomaron el poder en abril de 1831. Poco después, Ibarra entraba sin resistencia a Santiago del Estero y Quiroga volvía a derrotar a Lamadrid en La Ciudadela. Así desapareció la Liga Unitaria y los federales pasaron a controlar toda la Argentina.

### Últimos años
Cuando Paz cayó prisionero de Estanislao López en mayo de 1831, había otros dos generales en el ejército unitario: Lamadrid y Deheza. El general Lamadrid estaba más cerca de Córdoba y tomó el mando del mismo, ordenando la retirada a Tucumán. Descontento con la decisión, Deheza se negó a obedecer a Lamadrid - habían sido ascendidos el mismo día, por lo tanto su grado militar era el mismo - y, dejando a Santiago del Estero bajo la protección de Javier López, se retiró con su escolta a Tucumán. Ni siquiera pasó a saludar a Lamadrid: siguió de largo a Bolivia y luego se radicó en Perú.
Deheza regresó a su patria en 1846, siendo solicitado por el general Paz para hacerse cargo de la jefatura del estado mayor del ejército. Combatió en Corrientes contra las fuerzas de Rosas. Disueltas esas tropas, Deheza se trasladó a Paraguay donde el mariscal Francisco Solano López lo nombró su jefe de Estado Mayor.
Luego de la caída de Rosas, producida en febrero de 1852, se retiró a la vida privada en Chile. Falleció en la ciudad de Valparaíso el 30 de agosto de 1872.
Estuvo casado con Carmen Velazco Alcalde, dama de la sociedad limeña. De ese matrimonio nació Eleodoro Deheza, quien fue su único hijo y falleció soltero.

## Sus restos
El 4 de diciembre de 1993, los restos mortales del general Román Antonio Deheza y de su señora esposa Carmen Velazco Alcalde fueron depositados en el cementerio parque "Los Robles", de la ciudad de General Deheza, Córdoba, República Argentina.